# 비비스와 버트헤드
《비비스와 버트헤드》(Beavis And Butt-Head Do America)는 미국에서 제작된 마이크 저지 감독의 1996년 애니메이션 영화이다. 마이크 저지 등이 주연으로 출연하였고 애비 터쿨 등이 제작에 참여하였다.

## 출연

### 주연
- 마이크 저지
- 로버트 스택
- 클로리스 리치먼
- 파멜라 블레어
- 에릭 보고시안

### 조연
- 그렉 키니어
- 데미 무어
- 브루스 윌리스
- 데이빗 스페이드

## 기타
- 원작자: 마이크 저지
- 공동제작: 존 앤드류스